# Čara
Čara je naselje u Republici Hrvatskoj, u sastavu Grada Korčule, Dubrovačko-neretvanska županija. 
Nalazi se u unutrašnjosti otoka Korčule.

## Stanovništvo
Prema popisu stanovništva iz 2001. godine, naselje je imalo 566 stanovnika te 189 obiteljskih kućanstava.
| broj stanovnika | 349   | 380   | 398   | 499   | 602   | 668   | 721   | 675   | 706   | 744   | 636   | 661   | 669   | 797   | 566   | 616   | 595   |
|                 | 1857. | 1869. | 1880. | 1890. | 1900. | 1910. | 1921. | 1931. | 1948. | 1953. | 1961. | 1971. | 1981. | 1991. | 2001. | 2011. | 2021. |

## Promet
Naselje je nalazi na državnoj cesti D118, te je cestovno povezano s Velom lukom i gradom Korčulom.

## Poznate osobe
- Martin Sentić